# Villi Hermann
Villi Hermann (Lucerna, 8 de maig de 1941) és un director de cinema, escenògraf i productor cinematogràfic suís, un dels directors de parla italiana més coneguts de Suïssa.
En els seus tres llargmetratges va dirigir, entre d'altres, Omero Antonutti (Matlosa i Bankomatt), Alessandro Haber (Innocenza), Enrica Maria Modugno (Innocenza), Francesca Neri (Bankomatt) i Bruno Ganz (Bankomatt).. Productor de les seves pel·lícules, també és actiu amb la seva Imago Film a Lugano, fundada l'any 1981, com a productor de curtmetratges i llargmetratges escrits i dirigits per autors joves. Viu a Malcantone.
La se va pel·lícula de Matlosa va participar al 13è Festival Internacional de Cinema de Moscou. La seva pel·lícula de 1989 Bankomatt, protagonitzada per Bruno Ganz va participar al 39è Festival Internacional de Cinema de Berlín. L'any 2011 va ser guardonat amb el Premi de Cinema del Ticino a la 64a edició del Festival Internacional de Cinema de Locarno i el 2021 les Jornades del Cinema Suís de Solothurn li van dedicar el programa especial "Rencontre".

## Filmografia

### Director
- Fed Up (Stufo) (1969) curtmetratge
- 10ème Essai (La decima prova) (1970) curtmetratge
- 24 su 24 - Il contrabbandiere (1972) curtmetratge
- Eine Lokalzeitung im Wandel der Zeit (1972) curtmetratge
- Processed By... (1972) curtmetratge
- Cerchiamo per subito operai, offriamo... (1974)
- San Gottardo (1977)
- Es ist kalt in Brandenburg (Hitler töten) (1980)
- Matlosa (1981)
- Innocenza  (1986)
- Bankomatt (1989)
- Siamo tutti pedoni (1990) curtmetratge
- En voyage avec Jean Mohr (1992) curtmetratge
- Per un raggio di gloria (1996)
- Giovanni Orelli. Finestre aperte (1997) curtmetratge
- Tamaro. Pietre e angeli. Mario Botta Enzo Cucchi (1998)
- Luigi Einaudi. Diario dall'esilio svizzero  (2000)
- Mussolini, Churchill e cartoline (2004)
- Walker. Renzo Ferrari (2004) curtmetratge
- Sam Gabai. Presenze (2005) curtmetratge
- Greina (2006) curtmetratge
- Pédra. A Reporter Without Borders (2006)
- From Somewhere to Nowhere  (2009) documental
- Gotthard Schuh. Una visione sensuale del mondo (2011) documental
- Choisir à vingt ans (2017) documental
- Ultime sfornata (2020) documental
- Ultime mazza (2021) documental
- Ultime luci rosse (2021) documental

### Productor
- Ombre, dirigida per Alberto Meroni (2008) curtmetratge
- Sinestesia, dirigida per Erik Bernasconi (2010)
- L'artigiano glaciale, dirigida per Alberto Meroni (2010) migmetratge documental
- Tapperman, dirigida per Alberto Meroni (2012) curtmetratge
- Tutti Giù, dirigida per Niccolò Castelli (2012)
- Oltre il confine. La storia di Ettore Castiglioni, dirigida per Andrea Azzetti i Federico Massa (2017)
- Cronofobia, dirigida per Francesco Rizzi (2018)
- La fin da la val l'è mia la fin dal mund, dirigida per Peter Frei (2018)
- Atlas, dirigida per Niccolò Castelli (2021)
- Il sergente dell'Altopiano. La storia di Mario Rigoni Stern, dirigida per Tommaso Brugin i Federico Massa (2022)